# التسمم الجماعي في بون-سان-إسبري 1951

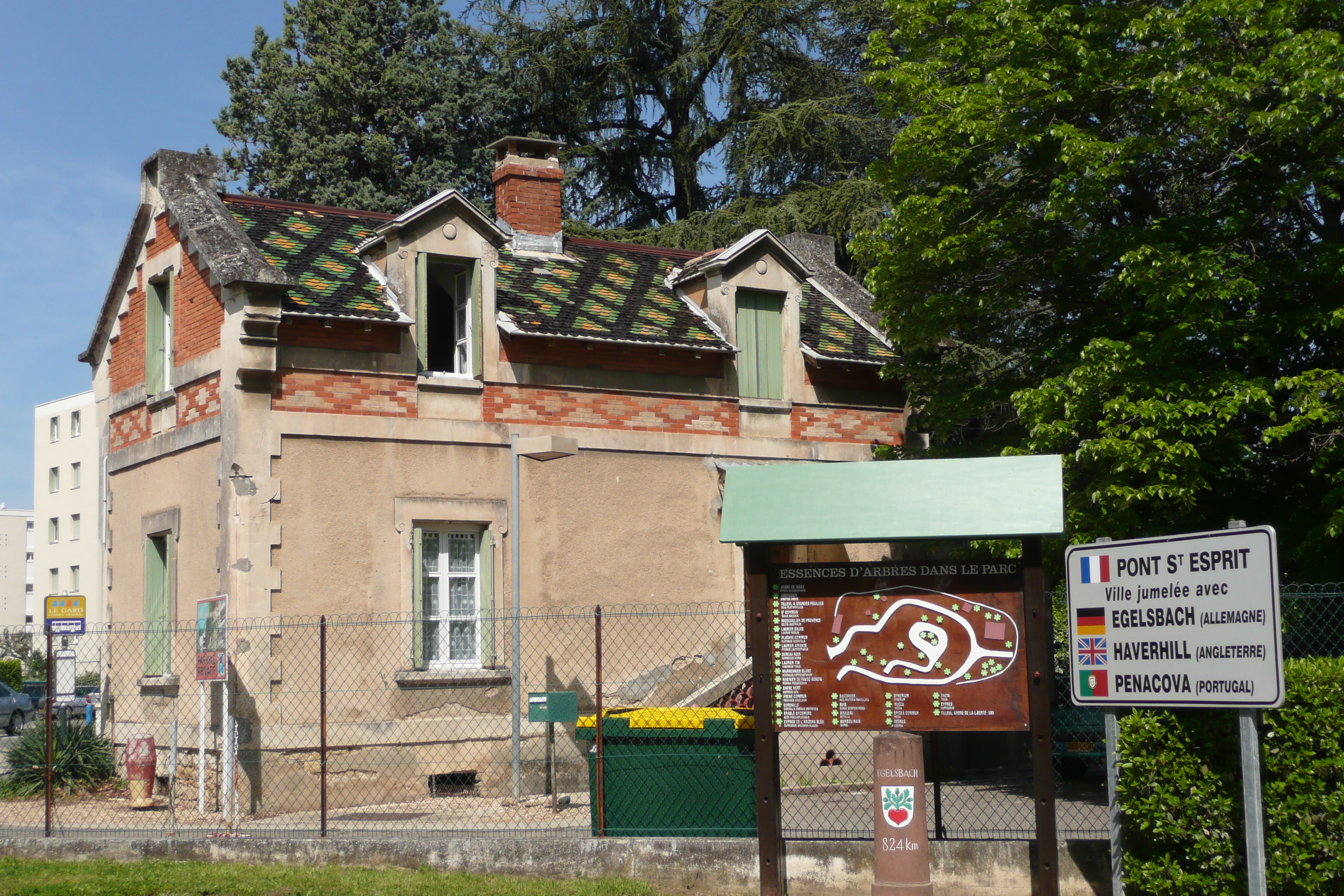

التسمم الجماعي في بون-سان-إسبري 1951، أو ما يعرف أيضًا بحادثة الخبز الملعون (بالفرنسية: Le Pain Maudit)، هي حادثة تسمم جماعي حدثت في تاريخ 15 أغسطس عام 1951، في بلدة بون سان إسبري الصغيرة في جنوبي فرنسا. تورط فيها أكثر من 250 شخص، بما فيهم أكثر من 50 شخص اعتقلوا في مصحات عقلية و7 وفيات. اشتبه أن يكون السبب هو مرض منقول بالغذاء، وكان يُعتقد أنها في الأصل مسألة «الخبزٍ الملعون».
تقبل معظم المصار الأكاديمية فرضية أن يكون التسمم الأرغوني مسببًا لهذا الوباء، بينما يضع البعض نظريات عن أسباب أخرى مثل التسمم بالزئبق أو السموم الفطرية أو ثلاثي كلوريد النتروجين. وتكهن البعض أن وكالة الاستخبارات المركزية الأمريكية (السي آي إيه) سممت عن سابق إصرار السكان من أجل اختبار «عامل مُضعف ومسبب للهذيان» خلال الحرب الباردة.

## التسمم الأرغوني
بعد وقت قصير من الحادثة، في سبتمبر عام 1951، صرح العلماء الذين يكتبون في المجلة الطبية البريطانية أن «تفشي التسمم» كان ناتجًا عن عفن فطر الإرغوت. بدا أنه كان يربط الضحايا شيء مشترك واحد. كانوا قد أكلوا خبزًا من مخبز روش بريان الذين حملوه المسؤولية بعد ذلك بسبب استخدامه للطحين المصنوع من حبوب الجاودار الملوثة. وفقًا لتقارير في ذلك الوقت، فإن الطحين كان ملوثًا بفطر مشابه لعقاقير الهلوسة التي تسمى ثنائي إيثيل أميد حمض الليسرجيك (إل إس دي).

## نظريات أخرى
اقترحت التحقيقات اللاحقة حدوث تسمم بالزئبق بسبب استخدام بانوغين أو أنواع أخرى من مبيدات الفطريات المستخدمة لمعالجة الحبوب والبذور.
في عام 1982، اقترح باحث فرنسي أن الرشاشية الدخناء وهو فطر سام ناتج عن صوامع غلال الحبوب، هو السبب المحتمل.
في عام 2008، نشر المؤرخ ستيفن كابلان كتابًا عن الحادثة (بالفرنسية)، وعنونه «الخبز الملعون» (Le Pain Maudit). أكد كابلان أن الحادثة لم تكن مترابطة مع عقار إل إس دي أو سم الإرغوت. يناقش كتاب كابلان أنه ربما كان سبب التسمم هو ثلاثي كلوريد النتروجين المُستخدم بشكل صناعي (وغير قانوني) لتبييض الطحين.

## نظريات إل إس دي التجريبية
خلُص كتاب الباحث في الظواهر الخارقة جون غرانت فولر جونيور لعام 1968 الذي يحمل عنوان يوم حريق سان أنتوني إلى أن السبب الأكثر احتمالية هو صيغة من الإرغوت «يجب أن تكون منطقيًا مشابهة لصيغة إل إس دي»، لكن ربما لن نستطيع أن نعرف إطلاقًا لأن علماء السموم والأطباء لم يستطيعوا التوصل إلى اتفاق. أكد فولر مستشهدًا بعلماء السموم أن الأعراض التي ظهرت على المصابين في بون-سان-إسبري لم تكن متناسبة مع التسمم بالزئبق.
يدعي الصحفي هانك بّي. ألبريلي في كتابه الذي نُشر عام 2009 والذي حمل عنوان «خطأ شنيع»، أن قسم العمليات الخاصة لوكالة الاستخبارات الأمريكية اختبر استخدام عقار إل إس دي على سكان بون-سان-إسبري على اعتباره جزءًا من برنامجها لدراسة السلوك الكيميائي مكناومي (MKNAOMI) في اختبار ميداني سُمي مشروع سبان SPAN. ووفقًا لألبريلي فقد طُعن في التفسير بأنه تلوث بالإرغوت واستُبعد.

كتب ألبريلي أن التفسير بأنه تلوث بالإرغوت كان مستندًا إلى النتائج التي أرسلها علماء الكيمياء الحيوية إلى مكان وقوع الأحداث من شركة ساندوز الكيميائية المجاورة (اسمها الآن نوفارتس)، تقع في بازل بسويسرا. ادعى ألبيرلي بأنه حتى اسم المشروع هو إشارة خفية، لأن كلمة «pont» هي الترجمة الفرنسية لجسر «bridge». يستشهد ألبرلي بالعديد من الوثائق الأمريكية التي كُشف عن سريتها- تذكر بعضها بون-سان-إسبري بشكل مباشر. وفقًا لألبرلي فإن التسمم بالإرغوت كان غطاءً للقصة. وكتب مشيرًا للوثائق التي كُشف عنها لاحقًا:
...أُرسِل علماء الكيمياء من شركة سوندوز الكيميائية المجاورة في بازل بسويسرا، بسرعة إلى موقع الحادثة. كان من ضمن فريق شركة ساندوز الدكتور ألبرت هوفمان، الذي كان أول من ركب عقار إل إس دي في 16 نوفمبر عام 1938. في ذلك الوقت..كان عدد قليل فقط من العلماء حول العالم، قُدر عددهم بما لا يزيد عن ثمانية إلى عشرة علماء، يعلمون بوجود عقار من صنع الإنسان اسمه إل إس دي... وفعليًا لا أحد كان يعرف في فرنسا عام 1951 أن شركة ساندوز الكيميائية كانت تعمل سرًا بشكل مقرب من وكالة الاستخبارات الأمريكية، باستثناء عدد قليل من مسؤولين مختارين في الشركة.
في عام 2010، رفض كابلان نظريات ألبرلي وتأكيداته، على الرغم من اتفاقه بأن التلوث بالإرغوت ليس التفسير الصحيح للحادثة.

## في الثقافة الشعبية
كتبت باربرا كومينس روايتها الثالثة، التي حملت عنوان من تغير ومن مات (1954)، بعد قراءتها عن حادثة التسمم.